# The Adventures of Jimmy Neutron Boy Genius: Attack of the Twonkies
The Adventures of Jimmy Neutron Boy Genius: Attack of the Twonkies är ett datorspel från 2004 publicerat av THQ. Spelet är baserat på den amerikanska animerade serien The Adventures of Jimmy Neutron: Boy Genius, i sin tur baserat på 2001-filmen, Jimmy Neutron: Boy Genius. Spelet utvecklades av THQ Studio Australia för GameCube och PlayStation 2. En Game Boy Advance-version utvecklades av Tantalus.